# 187531 Omorichugakkou
187531 Omorichugakkou este o planetă minoră (asteroid) din centura de asteroizi. A fost descoperită pe 20 octombrie 2006 la Mount Nyūkasa⁠(d) de Atsushi Nakajima⁠(d) și a fost numită după Suzaka city Ōmori junior high school⁠(d). 
Obiectul prezintă o orbită caracterizată de o semiaxă mare de 2,3102523493291 UAi, o excentricitate de 0,11, o înclinație de 5,7 ° în raport cu ecliptica.